# Eugenia hiraeifolia
Eugenia hiraeifolia là một loài thực vật có hoa trong Họ Đào kim nương. Loài này được Standl. mô tả khoa học đầu tiên năm 1937.